# The Lies Within
The Lies Within (hangeul : 모두의 거짓말 ; RR : Moduui Geojinmal, littéralement « Tout le monde ment ») est une série télévisée de thriller dramatique sud-coréenne en 16 épisodes de 60 minutes, créée par l’équipe du studio Dragon et diffusée entre le 12 octobre 2019 et le 1er décembre 2019 sur la chaîne OCN. Il s’agit de l’adaptation du roman coréen Anti-Human Declaration (반인간선언) de Joo Won-gyu (2012).
Elle est également diffusée depuis le 22 octobre 2019 sur Netflix.

## Synopsis
Kim Seo-hee (Lee Yoo-young) fait appel à l’inspecteur Jo Tae-sik (Lee Min-ki) de l'équipe d'enquêtes de l'Agence de police métropolitaine de Séoul pour élucider le mystère sur la mort de son père Kim Seung-cheol (Kim Jong-soo) et la disparition de son mari Kang Man-soo (Kim Hak-sun)…

## Distribution
Sauf indication contraire ou complémentaire, les informations mentionnées dans cette section peuvent être confirmées par la base de données Hancinema

### Acteurs principaux
- Lee Min-ki : Jo Tae-sik, l’inspecteur de l'équipe d'enquêtes de l'Agence de police métropolitaine de Séoul
- Lee Yoo-young : Kim Seo-hee, la plus jeune fille d'un membre de l'Assemblée nationale

### Acteurs secondaires
- Lee Joon-hyuk : Yoo Dae-yong, le chef d'équipe de l'équipe d'enquête de l'Agence de police métropolitaine de Séoul
- Kim Si-eun : Kang Jin-kyeong, le sergent de l'équipe d'enquête de l'Agence de police métropolitaine de Séoul
- Yun Jong-seok  : Jeon Ho-gyoo, l’ancien membre de l’industrie JQ devenu caporal de l'équipe d'enquête de l'Agence de police métropolitaine de Séoul
- Kim Jong-soo : Kim Seung-cheol, un membre du Congrès et père de Seo-hee
- Song Young-chang : Hong Min-gook, le chef du Parti libéral démocrate
- Jo Ryun : Baek In-hye
- Kim Hak-sun : Kang Man-soo, le mari de Seo-hee
- Lee Joon-hyuk : Jeong Sang-hoon, le directeur général de l’industrie JQ
- On Joo-wan : Jin Yeong-min
- Seo Hyeon-woo : In Dong-goo
- Moon Chang-gil : Jeong Yeong-moon
- Yoon Bok-in : la mère de Kim Seo-hee
- Ye Soo-jung

## Production

### Développement
La première lecture du scénario a lieu dans le quartier Sangam-dong à Séoul, en juin 2019.

### Fiche technique
Sauf indication contraire ou complémentaire, les informations mentionnées dans cette section peuvent être confirmées par la base de données Hancinema
- Titre original : 모두의 거짓말
- Titre international : The Lies Within
- Réalisation : Lee Yoon-jeong
- Création : Studio Dragon
- Scénario : Jeon Young-sin et Won Yoo-jung, d’après le roman coréen Anti-Human Declaration (반인간선언) de Joo Won-gyu (2012)[2]
- Société de production : Studio Dragon
- Sociétés de distribution : OCN (Corée du Sud) ; Netflix (monde)
- Pays d’origine :  Corée du Sud
- Langue originale : coréen
- Format : couleur - HD 1080i - Dolby Digital
- Genres : thriller dramatique
- Saison : 1
- Épisodes : 16
- Durée : 60 minutes
- Date de diffusion :
  - Corée du Sud : 12 octobre 2019 sur OCN
  - Monde : 22 octobre 2019 sur Netflix

## Épisodes
1. Main (손)
2. Cible (표적)
3. Appât (미끼)
4. Nouveau Départ (Restart)
5. De l’autre côté (이면)
6. Disparition (증발)
7. Jalousie (질투)
8. L’Œil (눈)
9. La Clé (Key)
10. Un puits sans fond (나락)
11. Coup monté (누명)
12. Révélation (걷히는 안개)
13. La Vraie Raison (진의)
14. Survivant (생존자)
15. Péché originel (원죄)
16. Ceux qui ne disent rien, et ceux qui parlent (침묵한 자, 침묵하지 않은 자)